# Trop vieux!
Trop vieux! er en fransk stumfilm fra 1908 af Georges Méliès.